# Tachornis furcata
Tachornis furcata е вид птица от семейство Бързолетови (Apodidae).

## Разпространение
Видът е разпространен във Венецуела и Колумбия.